# Microcylloepus inaequalis
Microcylloepus inaequalis är en skalbaggsart som beskrevs av Sharp. Microcylloepus inaequalis ingår i släktet Microcylloepus och familjen bäckbaggar. Inga underarter finns listade i Catalogue of Life.